# Grängen, Dalarna
Grängen är en sjö i Säters kommun i Dalarna och ingår i Dalälvens huvudavrinningsområde. Sjön har en area på 0,702 kvadratkilometer och ligger 162 meter över havet. Sjön avvattnas av vattendraget Tunaån (Flokån).

## Delavrinningsområde
Grängen ingår i det delavrinningsområde (669452-148405) som SMHI kallar för Utloppet av Grängen. Medelhöjden är 221 meter över havet och ytan är 8,53 kvadratkilometer. Räknas de 39 avrinningsområdena uppströms in blir den ackumulerade arean 279,34 kvadratkilometer. Tunaån (Flokån) som avvattnar avrinningsområdet har biflödesordning 2, vilket innebär att vattnet flödar genom totalt 2 vattendrag innan det når havet efter 219 kilometer. Avrinningsområdet består mestadels av skog (72 procent). Avrinningsområdet har 0,69 kvadratkilometer vattenytor vilket ger det en sjöprocent på 8,1 procent.